# Верия (стадион)
«Верия» — стадион, расположенный в городе Верия, Греция. Стадион используется только для футбольных матчей и является домашней ареной футбольного клуба «Верия». Стадион расположен в 1,5 км от центра Верии. Стадион был построен в 1925 году и сейчас включает 11 000 мест. С тех пор было сделано много усовершенствований, такие как увеличение количества мест. Рекордное число посетителей — 10 135 во время игры между «Верией» и «Драма Дохой» в 1970 году. Раньше стадион также использовался для бега, но после реконструкций 2005 и 2007 годов он используется только для футбольных матчей.